# ゴー傑P
ゴー傑P（ゴーけつピー）は、2006年4月8日から2009年3月21日まで毎日放送ラジオ（MBSラジオ）で放送されていた番組。小籔千豊（吉本新喜劇座長）と笑い飯（西田幸治・哲夫）がパーソナリティを務めていた。
当ページでは、2018年4月13日から月に1回のペースで生放送番組として編成されている小籔×笑い飯の「土020」（こやぶ×わらいめしの「どーれーにじゅう」）についても述べる。ただし、放送開始・終了日などを暦日で表記していることに留意されたい。

## 概要
基本として、毎週土曜日の未明（2008年4月から半年間は2:00 - 4:30、それ以外の期間は2:00 - 4:55）に生放送。『ゴーゴーモンキーズ』（毎日放送ラジオで2006年3月まで放送されていた深夜番組）の水曜パーソナリティだった小籔と笑い飯を「ホスト」として、毎週1組のゲストを交えながら、主にフリートークを展開していた。
毎週放送の番組としては2009年3月で終了したが、MBSラジオでは、2010年と2011年に当番組から派生した特別企画を放送。2018年の4月からは、『小籔×笑い飯の「土020」』の生放送を月に1回のペースで実施している。

## 基本的な番組の流れ、および特徴
- 2:00 - 2:30 3人のフリートークとメッセージテーマの告知
- 2:30 - 4:00 ゲストを迎えてのトーク
- 4:00 - 4:58 リスナーからのメッセージを紹介

番組前半でその日のリスナーメッセージを募集し、番組後半で読まれたものについては3人の内メッセージを読んだ本人の独断と偏見で番組特性オリジナルグッズがもらえるかどうかが決まる。なおグッズがもらえる場合はメッセージが書かれた紙はくしゃくしゃにされる。そのメッセージがウケた場合でも、そのメッセージについて長くとりあげられた場合でも、連続してそのリスナーのメッセージが取り上げられた場合でも意図的にくしゃくしゃにされない場合があったり、対照的に全くウケなかった場合でもおざなりにくしゃくしゃにされる場合もある。
基本的に小籔の近況報告から番組がはじまり笑い飯の二人がそれに追従していく形で話が展開される。多くの場合において小籔はその時々で遭遇した事象・人について苦言を呈することになり、場合によっては非常に強い罵倒にまで発展する事がある。
この番組の構成作家は2人おり、1人はほぼゲストを担当し、また刺客として時に登場する寺本覚（番組内では、『だまらっしゃい寺本』）。もう一人は小籔と同期、元シンドバットの森詩津規（番組内では、『堺の作家』）が担当。
この番組ではブレイクカードなるものが存在しており、これを番組中使用することにより、パーソナリティ各人が10分間の休憩ができる。これはゲストを迎えている時間帯でも使用することができる。
2010年12月5日に夜8時から「ゴー傑P!一夜限定復活祭」として一夜限りの復活。
2011年9月3日には「31.5時間ラジオ 「ラジオの力」〜対話が日本を元気にする〜」の企画として平田進也をゲストに招き「真夜中の豪傑トーク」として放送。
その他の特徴としては、CM入り・CM明けのジングルに過去のゲストの発言をサンプリングする、という点がある。特に2007年後半から顕著になったもので、村西とおるの「疫病になりますよ」、などが生まれた。
番組タイトルであるゴー傑PのPは、「（毎回ゲストに呼ぶ）プロフェッショナル(Professional)をプロファイリング(Profiling)」のPから。

## ゲスト

### 2006年
- 第1回 4月9日 バッファロー吾郎他数人の若手芸人が電話で出演
- 第2回 4月16日 亀山つとむ
- 第3回 4月23日 宮根誠司
- 第4回 4月30日 大林素子
- 第5回 5月7日 ゲストなし（MBSからの使者として、この番組の放送作家寺本覚が苦情を言いに登場）
- 第6回 5月14日 石田英司（毎日放送のテレビ制作局制作一部専任部長）
- 第7回 5月21日 畑中フー（ナレーター）
- 第8回 5月28日 佐々木博和
- 第9回 6月4日 すぎはら美里
- 第10回 6月11日 伊藤 "ジョニー" 信吾（男前豆腐店社長）
- 第11回 6月18日 千堂あきほ
- 第12回 6月25日 名越康文、土肥ポン太
- 第13回 7月2日 今出東二
- 第14回 7月9日 ゲストなし（MBSからの使者として、この番組の構成作家寺本覚が料理の鉄人のテーマ曲に乗って苦情を言いに登場）
- 第15回 7月16日 中山市朗
- 第16回 7月23日 桂吉弥
- 第17回 7月30日 いちのせかつみ（ファイナンシャルプランナー）
- 第18回 8月6日 柳田理科雄
- 第19回 8月13日 小関順二
- 第20回 8月20日 金子達仁
- 第21回 8月27日 高橋智隆、クロイノ君（ロボット）
- 第22回 9月3日 森川美穂、上田たかゆき（電話で出演）、前田阿希子
- 第23回 9月10日 北芝健
- 第24回 9月17日 弘法院恵正（霊媒師、霊能力者）
- 第25回 9月24日 山之内幸夫
- 第26回 10月1日 グレート小鹿
- 第27回 10月8日 安田理央（ライター）
- 第28回 10月15日 秀島一生（航空評論家）
- 第29回 10月22日 八木裕
- 第30回 10月29日 ゲストなし（MBSからの使者として、この番組の構成作家寺本覚が長澤まさみが歌うセーラー服と機関銃のテーマ曲に乗って苦情を言いに登場）
- 第31回 11月5日 安東浩正（冒険家）
- 第32回 11月12日 ミルクマン斉藤（映画評論家）
- 第33回 11月19日 武野功明（探偵）
- 第34回 11月26日 北尾トロ
- 第35回 12月3日 ペヤングマキ
- 第36回 12月10日 佐々木恭介
- 第37回 12月17日 ジャルジャル、今別府直之
- 第38回 12月24日 笠谷勉（便利屋「スマイル」代表）
- 第39回 12月31日 ゲストなし（構成作家寺本覚と、忘年会も兼ねての年末総集編）

### 2007年
- 第40回 1月7日 名越康文
- （1月8日から2月11日まで、送信所工事の為、放送休止。）
- 第41回 2月12日 特別番組、『ありがとう「ゴー傑P」です。』（月曜午後8時のMBSマンデースペシャルの放送枠）。三人の温泉旅行（福井県芦原温泉の旅館「美松」）を放送。ゲストなし。
- 第42回 2月18日 ペヤングマキ
- 第43回 2月25日 浅越しのぶ
- 第44回 3月4日 藤田徳人（整形外科医）
- 第45回 3月11日 う〜み
- 第46回 3月18日 赤澤竜也
- 第47回 3月25日 北川昌弘
- 第48回 4月1日 ゲストなし。リスナーからのダメ出しをつのる回。競馬特番のため深夜3時から放送。
- 第49回 4月8日 湯沢利彦（プロレス美術館館長）野球中継延長のため、深夜3時から放送。
- 第50回 4月15日 松下雄一郎（デイリースポーツ記者）。野球中継延長のため、深夜3時から放送。
- 第51回 4月22日 名越啓介。野球中継延長のため、深夜2時45分から放送。
- 第52回 4月29日 能町みね子
- 第53回 5月6日 飯田剛（スカウトマン）。野球中継延長のため、約5分遅れの放送開始。
- 第54回 5月13日 新条まゆ。野球中継延長のため、40分遅れの放送開始。
- 第55回 5月20日 太田直子
- 第56回 5月27日 アダム徳永
- 第57回 6月3日 川畑泰史。野球中継延長のため、30分遅れの放送開始。
- 第58回 6月10日 永瀬忠志（リヤカーマン）
- 第59回 6月17日 横見浩彦。野球中継延長のため、約5分遅れの放送開始。
- 第60回 6月24日 竹原慎二
- 第61回 7月1日 石原壮一郎。野球中継延長のため、2時間遅れの放送開始。
- 第62回 7月8日 白井達郎（万博ミュージアム館長）
- 第63回 7月15日 小阪由佳。野球中継延長のため、20分遅れの放送開始。
- 第64回 7月22日 今仲恵理子（「KANSAI一週間」編集部）
- 第65回 7月29日 大竹敏之。野球中継延長のため、90分遅れの放送開始。
- 第66回 8月5日 ゲストなし。オーサカキングでの小籔軍団によるステージの模様を放送。野球中継延長のため、15分遅れの放送開始。
- 第67回 8月12日 サニー・フランシス。野球中継延長のため、50分遅れの放送開始。
- 第68回 8月19日 井田茂。野球中継延長のため、約5分遅れの放送開始。
- 第69回 8月26日 越中詩郎野球中継延長のため、30分遅れの放送開始。
- 第70回 9月2日 ミサイルマン。また過去のゲストの中から厳選された6人（秀島や永瀬など）が電話で出演した。野球中継延長のため、75分遅れの放送開始。
- 第71回 9月9日 春野恵子。野球中継延長のため、20分遅れの放送開始。
- 第72回 9月16日 加藤ヒロユキ
- 第73回 9月23日 ゲストなし。構成作家の寺本覚が登場。野球中継延長のため、85分遅れの放送開始。
- 第74回 9月30日 木村和久。野球中継延長のため、25分遅れの放送開始。
- 第75回 10月7日 山崎英生（ライター）
- 第76回 10月14日 サキタハヂメ、土肥ポン太。野球中継延長のため、35分遅れの放送開始。
- 第77回 10月21日 杉岡幸徳（エッセイスト）。野球中継延長のため、30分遅れの放送開始。
- 第78回 10月28日 村西とおる。野球中継延長のため、25分遅れの放送開始。
- 第79回 11月4日 相坂耕作（赤松の郷昆虫文化館）
- 第80回 11月11日 宮地めぐみ（温泉ライター）、バッファロー吾郎（イベント告知のためオープニングトークに登場）一般リスナー4名（エンディングトークに登場）
- 第81回 11月18日 寺田勝広 (川越藩 火縄銃鉄砲隊保存会代表)
- 第82回 11月25日 飛島竜一 (科学ジャーナリスト)
- 第83回 12月2日 小椋ケンイチ
- 第84回 12月9日 来栖けい
- 第85回 12月16日 中島正純
- 第86回 12月23日 北村森、土肥ポン太
- （12月30日 ゴー傑Pに代わって「オールザッツレイディオ2007」を放送）

### 2008年
- 第87回 1月6日 石井哲（工場観賞家）
- 第88回 1月13日 永瀬忠志（リヤカーマン）
- 第89回 1月20日 日野晃
- 第90回 1月27日 金萬福
- 第91回 2月3日 福島和可菜
- 第92回 2月10日 平口広美
- 第93回 2月17日 山口照美（ビジネスセミナー講師）
- 第94回 2月24日 平田進也（日本旅行社員）
- 第95回 3月2日 山口敏太郎（作家）
- 第96回 3月9日 まりか
- 第97回 3月16日 一義（ホスト）
- 第98回 3月23日 桐生正幸 (犯罪心理学者、関西国際大学教授)
- 第99回 3月30日 ゲストなし。構成作家の寺本覚が登場。競馬特番のため深夜3時から二時間放送。
- 第100回 4月6日 横田仁美（トータルファッションプロデューサー）
- 第101回 4月13日 遠藤秀紀。野球中継延長のため55分遅れの放送開始。
- 第102回 4月20日 小畑洋（海遊館学芸員）。野球中継延長のため35分遅れの放送開始。
- 第103回 4月27日 金萬福、宮地めぐみ、杉岡幸徳、平田進也、村西とおるの5人が、電話で再登場。
- 第104回 5月4日 高井研（微生物学者）
- 第105回 5月11日 PUFFY（歌手）小籔のみとトーク。
- 第106回 5月18日 安斎レオ。野球中継延長のため65分遅れの放送開始。
- 第107回 5月25日 山本竜二
- 第108回 6月1日 西園誠一郎（パティシエ）
- 第109回 6月8日 ゲイリー・ジェイ・コフマン
- 第110回 6月15日 廣瀬郁実（仏像ガール）
- 第111回 6月22日 石神秀幸
- 第112回 6月29日 杉山光男
- 第113回 7月6日 佐藤雅信（TENGA社員）
- 第114回 7月13日 須田良規（プロ雀士）
- 第115回 7月20日 平田進也（添乗員）。野球中継延長のため30分遅れの放送開始。
- 第116回 7月27日 大野実。野球中継延長のため10分遅れの放送開始。
- 第117回 8月3日 松田馨
- 第118回 8月10日 リリアン
- 第119回 8月17日 隼ポリン（トランポリン芸人）、中恭太、桂三若。野球中継延長のため15分遅れの放送開始。
- 第120回 8月24日 葛城凶（妖怪絵師、妖怪伝道師、妖怪堂店主）
- 第121回 8月31日 田口真丈（清水音泉）
- 第122回 9月7日 中村智彦
- 第123回 9月14日 平塚俊樹（証拠調査士）。野球中継延長のため30分遅れの放送開始。
- 第124回 9月21日 増沢伸義（株式会社アイコ取締役営業部長）
- 第125回 9月28日 オーサカキングでの公開収録（ゲスト：平田進也）の模様を放送。野球中継延長のため75分遅れの放送開始。
- 第126回 10月5日 スーザン史子（自動車ライター）。野球中継延長のため80分遅れの放送開始。
- 第127回 10月12日 村岡昌憲
- 第128回 10月19日 村本博之（タクシー運転手、矢沢永吉ファン）。野球中継延長のため5分遅れの放送開始。
- 第129回 10月26日 レゲリーマン（レゲエ歌手）とバックコーラス2人（香菜と文栄）。野球中継延長のため40分遅れの放送開始。
- 第130回 11月2日 ラッキィ池田。野球中継延長のため15分遅れの放送開始。
- 第131回 11月9日 まこと（マイケル・ジャクソンものまね師）。野球中継延長のため55分遅れの放送開始。
- 第132回 11月16日 天津
- 第133回 11月23日 中嶋大介（アホアホ本収集家）
- 第134回 11月30日 立見里歌
- 第135回 12月7日 名越稔洋
- 第136回 12月14日 島田秀平
- 第137回 12月21日 四元正弘（電通総研）、土肥ポン太
- 第138回 12月28日 石田英司、スチャッテ（サラリーマン）

### 2009年
- 第139回 1月4日 ゲストなし。構成作家の寺本が登場。
- 第140回 1月11日 八木虎造（カメラマン、プロ野球選手）
- 第141回 1月18日 村西とおる、リリアン、平田進也、村本博之、弘法院恵正（テレビでの特番「豪傑テレビ」（2月7日1時25分から放送）の収録も兼ねる）
- 第142回 1月26日 土田英生（劇団「MONO」代表、劇作家）
- 第143回 2月1日 江辺香織
- 第144回 2月8日 三善英史、ラッキィ池田（振付師）
- 第145回 2月15日 柴原孝典
- 第146回 2月22日 ふくだあかり
- 第147回 3月1日 長島☆自演乙☆雄一郎
- 第148回 3月8日 永瀬忠志（リヤカーマン）
- 第149回 3月15日 金満福、太田直子、平田進也（いずれも電話で出演）
- 第150回 3月22日 角淳一

## レギュラー放送終了後の動き

### 2010年
- 12月5日 2010年10月30日に京橋花月で行われた『ゴー傑Pライブ in 京橋花月』の内容を一時間に編集してオンエア

### 2011年
- 9月2日 MBS開局60周年記念特別番組 『31.5時間ラジオ 「ラジオの力」〜対話が日本を元気にする〜』内で、9月3日午前1時から二時間『小籔千豊×笑い飯×平田進也「真夜中の豪傑トーク」』として、オンエア。

### 派生番組『小籔×笑い飯の「土020」』
- 2018年4月13日から、月に1回のペースで毎日放送本社のラジオスタジオから生放送。初回は『小籔・笑い飯のラジオ』という仮タイトルを付けていたが、放送枠が土曜日の基本として0:20 - 2:00（金曜日の24:20 - 26:00）に設定されていたことから、第2回以降の放送では『土020』というタイトルを使用している。
  - 小籔と哲夫は、2019年3月まで金曜日に『ちちんぷいぷい』（MBSテレビの生放送番組）へ定期的に出演。小籔は月1回、哲夫は2018年3月から隔週ペースで登場していた関係で、両者とも出演する週に合わせて『土020』を放送していた。2人揃って『ちちんぷいぷい』から後枠番組の『ミント!』へ異動した2019年4月以降は、哲夫が毎週、小籔が基本として月に1回のペースで『ミント!』金曜日のスタジオパネラーを務める関係で、哲夫・小籔が同時に出演する日の深夜に放送枠を設定。このような事情から、MBSラジオでは『土020』を放送する週に、上記の時間帯のレギュラー番組（当時は事前収録の『野村啓司の懐メロ♪ジュークボックス』『福島のぶひろの、どうぞお構いなく。』）を休止させることで対応していた。
  - 2020年4月から基本の放送枠を土曜日の0:30 - 2:00（金曜日の24:30 - 26:00）に変更したが、『土020』というタイトルの使用や月1回ペースの生放送は継続。変更当初の当該時間帯におけるレギュラー番組は『U.K. BEAT FLYER』『NMB48のTEPPENラジオ』であったが、前者は『土020』の放送週に休止、後者は30分の短縮版で対応した。
  - 上記の放送時間については、日本プロ野球（NPB）シーズン中の金曜日に『MBSベースボールパーク』としてナイトゲームを中継する場合に、中継が21:00までに終了することを想定していた。中継を21:00以降も続ける場合には、後枠番組の放送枠スライドを中継終了後から順次実施していたため、『土020』の放送開始時間が本来の放送枠から大幅に遅れることもあった。
  - 『ミント!』が2021年3月で終了してからも月1回の生放送を9月まで続けていたが、MBSラジオが2021年の10月に大規模な番組改編を実施したことに伴って、同月には放送を休止。翌11月（1日）放送分からは、『土020』というタイトルのまま、『MBSマンデースペシャル』（月曜日の19時台）枠の1時間番組として再スタートを切った。
  - 『土020』では原則として、放送済みの音源をradikoのタイムフリー聴取サービス（地上波での放送から1週間限定で全編の音源を再生できるサービス）でしか公開していない。その一方で、『MBSマンデースペシャル』枠での放送に移行した2022年6月からは、上記サービスでの聴取可能期間を経過した回から一部のトーク音源を「Mラジ（MBSラジオの略称）公式ストア」から有料（1回分を165円）で販売。YouTubeのMBSラジオ公式チャンネルでは、このような「番組販売」のPRを兼ねて、第1回放送分の音源のみ無料で公開している。

## ペルーの国歌
この番組では、ジングル及びエンディングテーマにペルー共和国の国歌が使用されている。これは番組の第1回目でオープニングテーマがまったく決まっていないことからリスナーから募集した際、バッファロー吾郎の竹若元博から推薦されたのがこの曲であった。2回目からのオープニングになる予定だったが、第1回目を仕事の都合で欠席した小籔からのダメ出しであえなくオープニングには使われなかった。

## ライブイベント
- 2009年10月31日:『ゴー傑Pライブ オールナイト！』日曜日0時30分から5時00（土曜深夜）、つまり、以前番組がオンエアされていた時間帯で、大阪・梅田のライブハウスShangri-Laにて行われた。ゲスト：KBこと弘法院恵正、リヤカーマンこと永瀬忠志、隼ポリン
- 2009年11月29日:『T－1グランプリ〜最強たとえ王決定戦〜』 出演者：小籔千豊、バッファロー吾郎・木村、笑い飯、千鳥、とろサーモン、銀シャリ・橋本、上田コレクション、土肥ポン太、ザ・プラン9 ヤナギブソン、ザ・プラン9 浅越、GAG少年楽団・宮戸（T-1グランプリのアイデアは、この番組から生まれた。）
- 2010年8月12日:『T－1グランプリ〜最強たとえ王決定戦〜』 出演者：小籔千豊、笑い飯、フットボールアワー、土肥ポン太、シャンプーハット、ヤナギブソン（ザ・プラン9）、千鳥・ノブ、とろサーモン・村田、中山功太、ダイアン・西澤、上田歩武、モンスターエンジン・西森、藤崎マーケット、バッファロー吾郎・木村、浅越ゴエ（ザ・プラン9）、高橋靖子
- 2010年10月30日:『ゴー傑Pライブ in 京橋花月』 出演者：小籔千豊、笑い飯、ゲスト：平田進也